# Ultimul țărm
Ultimul țărm (engleză: On the Beach) este un film american științifico-fantastic postapocaliptic din 1959. Se bazează pe romanul omonim din 1957 scris de autorul britanico-australian Nevil Shute.  Filmul prezintă momente din viața ultimilor oameni în urma unui al treilea război mondial în care s-au lansat mii de bombe nucleare în emisfera nordică. A fost regizat de Stanley Kramer care a câștigat premiul BAFTA din 1960 pentru cel mai bun regizor. În rolurile principale joacă actorii Gregory Peck, Ava Gardner, Fred Astaire și Anthony Perkins. Ernest Gold a câștigat premiul Globul de Aur din 1960 pentru cea mai bună coloană sonoră. În 2000, filmul a fost refăcut pentru televiziunea australiană de către Southern Star Productions.

## Prezentare
Povestea are loc într-un viitor an 1964, la câteva luni după terminarea celui de-al treilea război mondial. Conflictul a devastat emisfera nordică, poluând atmosfera cu precipitații nucleare și ucigând toate ființele vii. În timp ce bombele au căzut doar în emisfera nordică, curenții de aer duc spre sud radiațiile mortale încet dar sigur. Singurele zone locuibile care încă mai există se găsesc în emisfera sudică îndepărtată, cum ar fi în Australia.
În Australia, supraviețuitorii detectează un semnal de neînțeles în codul Morse care provine din San Diego, Statele Unite. Cu speranța că cineva este acasă în viață, ultimul submarin nuclear american, USS Sawfish, aflat sub comanda Marinei Regale Australiene, este obligat să navigheze spre nord de Melbourne pentru a încerca să ia legătura cu expeditorul semnalului. Căpitanul Dwight Towers (Gregory Peck), își părăsește buna sa prietenă, pe alcoolica Moira Davidson (Ava Gardner), în ciuda sentimentele sale de vinovăție cu privire la moartea soției și a copiilor săi în Connecticut. Dwight Towers refuză să recunoască că aceștia sunt morți și continuă să se comporte ca atare.
Guvernul australian aranjează ca cetățenii săi să primească pastile și injecții de suicid, astfel încât aceștia să moară repede fără a se mai chinui din cauza bolilor provocate de radiații. Un ofițer de marină australian, Peter Holmes (Anthony Perkins), are o fiică și o soție copilăroasă și naivă, Mary (Donna Anderson), care neagă dezastru iminent. Deoarece amiralul Bridie îi cere să însoțească submarinul american pentru mai multe săptămâni, Peter încearcă să-i explice lui Maria cum să facă eutanasierea copilul lor și cum să se sinucidă cu pastile letale, în caz că el nu se va întoarce acasă. Maria reacționează violent la perspectiva de a-și ucide fiica și de a se sinucide.
Teoria unui om de știință este că radiația de lângă Oceanul Arctic ar putea fi mai mică decât cea din mijlocul emisferei nordice. Dacă ar fi așa, acest lucru ar indica că radiațiile s-ar putea dispersa înainte de a ajunge în emisfera sudică. Acest lucru trebuie să fie analizat alături de misiunea principală a submarinului.
După ce navighează la Point Barrow, Alaska, ei determină că de fapt nivelul radiației se intensifică. Următoarea oprire a submarinului este la San Francisco. Observațiile prin periscop nu detectează niciun semn de viață și nicio clădire dărâmată. Un membru al echipajului navei fuge din submarin pentru a-și petrece ultimele zile în orașul său natal. După încercarea de a-l convinge să se întoarcă până nu e prea târziu, Towers acceptă decizia sa. Membrul echipajului este văzut ultima oară pescuind în timp ce Sawfish intră în apă.
Sawfish călătorește apoi spre o rafinărie de petrol abandonată din San Diego, unde vor descoperi că toată lumea este moartă, dar energie hidroelectrică încă mai funcționează. Ofițerul de comunicații al navei este trimis la țărm într-un costum de radiații pentru a investiga sursa semnalului. Curând acesta descoperă să semnalul misterios este rezultatul unei sticle de Coca-Cola care s-a agățat de șnurul jaluzelei unei ferestre: atunci când vântul bate sticla apasă  manipulatorul telegrafului. Dezamăgiți, se întorc în Australia pentru a-și petrece ultimele zile înainte de a-i ajunge radiațiile nucleare.
Ei fac toate eforturile pentru a se bucura de fiecare clipă înainte de a muri. Omul de știință Julian Osborn (Fred Astaire) împreună cu alții organizează o cursă de mașini în care mor mai mulți participanți. Moira nu vede care este sensul cursei, dar atunci când îl întreabă pe Osborn (care a câștigat cursa) de ce a participat, el îi răspunde simplu: „pentru că așa am vrut”.
Înainte de călătoria cu submarinul spre America, Towers i-a spus lui Moira despre plăcerea sa de a se relaxa pescuind. În timpul absenței sale, Moira face ca sezonul de pescuit să se deschidă mai devreme, astfel încât Dwight să poată prinde pește pentru ultima oară. Towers a acceptat deja moartea familiei sale, așa că el se îmbarcă pentru o excursie de week-end. Dwight și Moira se retrag într-o stațiune în timpul nopții unde au un interludiu romantic în camera lor, în timp ce afară urlă furtuna. 
Revenind la Melbourne, Towers îi spune că unul dintre membrii echipajului său s-a îmbolnăvit deja de la radiații. Prin urmare radiațiile letale au ajuns în Australia. Unii cetățeni căuta îndrumare spirituală de la Armata Salvării. Aceștia atârnă un banner la biblioteca publică pe care scrie că „încă mai este timp... frate”.
Osborn, mândru și mulțumit după ce a câștigat Marele Premiu al Australiei, se închide în garaj și dă drumul la motor pentru a se intoxica cu monoxid de carbon. Alți oameni așteaptă la cozi să-și primească pastilele de sinucidere. Mai târziu, Mary Holmes (Donna Anderson) devine dezechilibrată emoțional și trebuie să fie sedată. Ea își recapătă luciditatea, astfel încât ea și cu Peter împărtășesc un moment de tandrețe înainte ca Mary să decidă că ceea ce a făcut a fost „o prostie și ceva nepractic”. Apoi Mary îi cere soțului ei să „aibă grijă” de ea și de fiica lor. „Aș dori o ceașcă de ceai acum”, îi spune ea.
Dwight vrea să rămână cu Moira, dar echipajul lui dorește să se îndrepte spre Statele Unite pentru a muri acasă. În final, comandantul Towers alege să nu rămână și își conduce echipajul rămas înapoi în Statele Unite. Moira urmărește submarinul de la mal în timp ce submarinul intră sub valuri. La sfârșitul filmului se arată străzile pustii și abandonate din Melbourne. Ultima scenă, marcată de muzică emfatică, prezintă bannerul pe care scrie „încă mai este timp... frate”.

## Actori

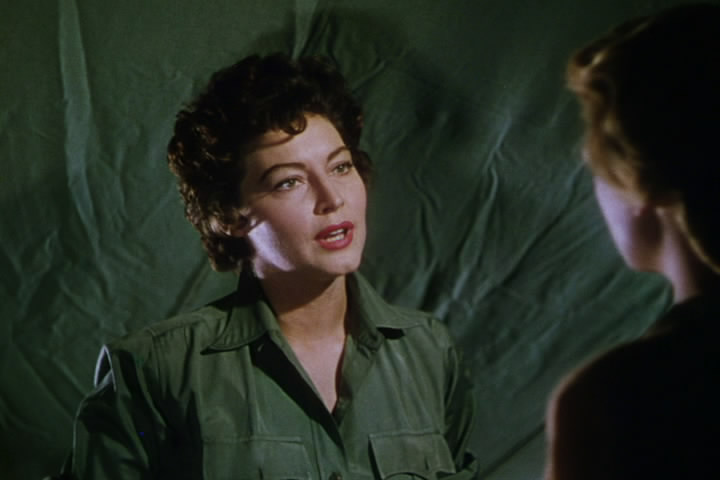
Ava Gardner este Moira Davidson

- Gregory Peck este Dwight Lionel Towers, Căpitanul submarinului american USS Sawfish
- Ava Gardner este Moira Davidson, iubita lui Towers din Australia
- Fred Astaire este Julian Osborn, om de știință australian
- Anthony Perkins este Locotenent Peter Holmes, din Marina Regală Australiană
- Donna Anderson este Mary Holmes, soția lui Peter
- John Tate este Amiral Bridie, din Marina Regală Australiană
- Harp McGuire este Locotenent Sunderstrom (cel de pe malul din San Diego)
- Lola Brooks este Locotenent Hosgood, secretara lui Bridie
- Ken Wayne este Locotenent Benson
- Guy Doleman este Locotenent Commander Farrel
- Richard Meikle este Davis
- John Meillon este Sawfish Ralph Swain, membru al echipajului (cel de pe malul din San Francisco)
- Joe McCormick este Ackerman, victimă a radiațiilor
- Lou Vernon este Bill Davidson, tatăl lui Moira
- Kevin Brennan este Dr. King,  medicul care pune diagnosticul privind radiațiile
- Basil Buller-Murphy este Sir Douglas Froude
- John Casson este căpitan la Armata Salvării
- Paddy Moran este Stevens (chelnerul de la clubul de vinuri)
- Grant Taylor este Morgan (de la petrecerea lui Holmes)

## Premii Oscar
| Categorie                   | Persoana          |
| Nominalizare:               |                   |
| cea mai bună coloană sonoră | Ernest Gold       |
| cel mai bun montaj          | Frederic Knudtson |

## Alte nume ale filmului
| Nume                    | Țară                       |
| ----------------------- | -------------------------- |
| Das letzte Ufer         | Germania de Vest / Austria |
| På stranden             | Danemarca / Suedia         |
| Kumsalda                | Turcia                     |
| L'ultima spiaggia       | Italia                     |
| La hora final           | Spania                     |
| Le dernier rivage       | Franța                     |
| Oso tha yparhi o kosmos | Grecia                     |
| Ostatni brzeg           | Polonia                    |
| Viimeisellä rannalla    | Finlanda                   |
| На берегу               | Uniunea Sovietică          |